# Słaboszów
Słaboszów – wieś w Polsce położona w województwie małopolskim, w powiecie miechowskim, w gminie Słaboszów.
W 1595 roku wieś położona w powiecie ksiąskim województwa krakowskiego była własnością starosty chęcińskiego Piotra Myszkowskiego. Do 1954 roku siedziba gminy Nieszków. W latach 1975–1998 miejscowość administracyjnie należała do województwa kieleckiego. Integralna część miejscowości: Cyprianów.
Miejscowość jest siedzibą gminy Słaboszów.
We wsi znajduje się neogotycki, murowany kościół św. Mikołaja, zbudowany w latach 1854–1876 według projektu Henryka Marconiego, ufundowany przez miejscowego dziedzica Józefa Bzowskiego. Prace budowlane opóźnione przez wybuch powstania styczniowego dokończone zostały po śmierci fundatora przez jego żonę Katarzynę. Kościół konsekrował 11 lipca 1882 r. biskup Kuliński.
W przedwojennym budynku szkoły powszechnej w Słaboszowie, jeszcze przed wkroczenim Armii Czerwonej w sierpniu 1944 roku został utworzony posterunek Ludowej Służby Bezpieczeństwa (która weszła w skład Armii Ludowej) na czele z komendantem Bronisławem Pilawskim ps. „Burza”.

## Zabytki
Obiekt wpisany do rejestru zabytków nieruchomych województwa małopolskiego.
- Zespół kościoła parafialnego pw. św. Mikołaja (Kosmy i Damiana ): kościół, cmentarz, dzwonnica, plebania, dom sióstr zakonnych.

Niedaleko miejscowości znajdowała się stacja kolejowa Słaboszów – nieistniejącego fragmentu obecnej Świętokrzyskiej Kolei Dojazdowej.